# Innovationsprogrammet RE:Source
RE:Source är ett svenskt strategiskt innovationsprogram (SIP), som fokuserar på att utveckla cirkulära, resurseffektiva materialflöden. Målet är att uppnå en hållbar materialanvändning inom planetens gränser.
Regeringen har gett Vinnova, Energimyndigheten och Formas i uppdrag att satsa på strategiska innovationsområden. Där får företag, myndigheter samt universitet och högskolor ökad möjlighet att samverka inom områden som är strategiskt viktiga för Sveriges internationella konkurrenskraft och för att skapa hållbara lösningar på globala samhällsutmaningar.

## Historia
RE:Source är sedan 2016 ett av Sveriges sjutton strategiska innovationsprogram, finansierade av Energimyndigheten, Formas och Vinnova.

## Vision
Genom innovation är Sverige ett föregångsland för materialnyttjande inom planetens gränser – det är RE:Sources vision för år 2030.

## Mål
Målet en hållbar materialanvändning nås genom att ta ut mindre mängder primära råvaror, återanvända material och komponenter samt förebygga och återvinna så mycket som möjligt av det som idag går till avfall.
Sedan RE:Source startade 2016 har över 250 projekt finansierats via programmet, främst genom utlysningar men även som strategiska projekt.
Finansiärerna Energimyndigheten, Formas och Vinnova har totalt[när?] delat ut runt 50 miljoner kronor per år till olika projekt inom ramen för RE:Source. Områdets aktörer har bidragit med lika mycket. Planen är att RE:Source ska pågå under totalt tolv år. Programmet administreras av Energimyndigheten.

## Projekt
Utlysningsprojekten fokuserar på att ta fram innovationer och lösningar. Resultaten ska kunna påverka utvecklingen mot en miljömässigt och ekonomiskt hållbar cirkulär materialanvändning där avfallet är minimerat och resurser tas tillvara optimalt.
RE:Sources strategiska projekt handlar ofta om att kartlägga ett område och samtidigt undersöka hur dess aktörer bedömer behovet av forskning och innovation. De strategiska projekten tar inte bara fram ny kunskap utan blir också ett sätt att säkerställa att RE:Source bidrar till att ta fram lösningar som faktiskt efterfrågas och kan få effekt.